# Specklinia barbosana
Specklinia barbosana är en orkidéart som först beskrevs av De Wild., och fick sitt nu gällande namn av Marcos Antonio Campacci. Specklinia barbosana ingår i släktet Specklinia och familjen orkidéer. Inga underarter finns listade i Catalogue of Life.